# Frisingen

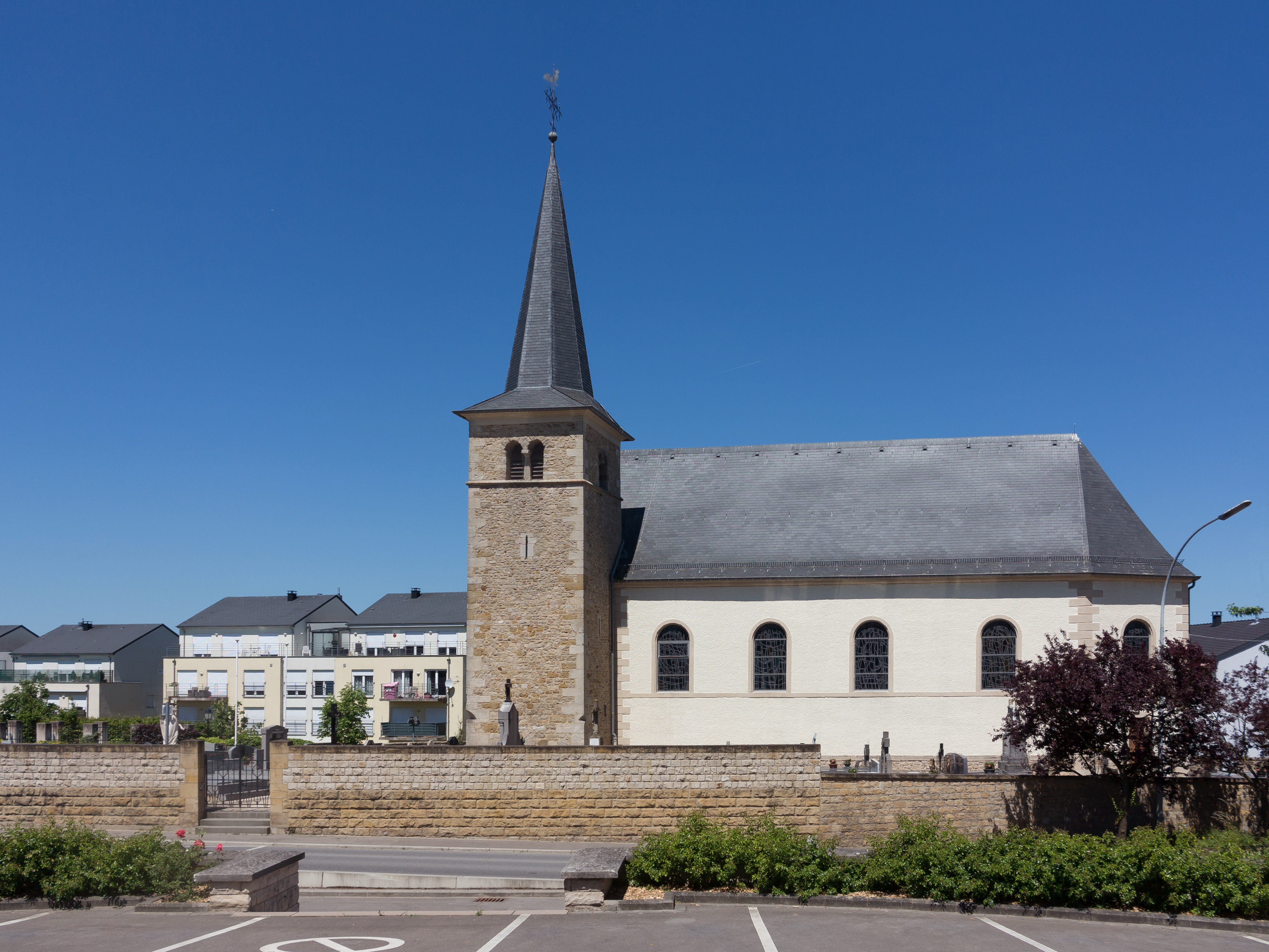
Frisingen, Kirche: l'église_Saint-Martin

Frisingen (luxemburgisch Fréisengⓘ, französisch Frisange) ist eine Gemeinde im Großherzogtum Luxemburg und gehört zum Kanton Esch an der Alzette.

## Geschichte
Mit einem Eintrag im Güterverzeichnis des Klosters Echternach wird Frisingen 771/2 zum ersten Mal urkundlich erwähnt (Quelle: Regnum Francorum online Echternach 067). Zum zweiten Mal erscheint Frisingen im Testament der Gräfin Uda von 963, in dem diese viele Orte, darunter auch die Hauptstadt Luxemburg, dem Kloster St. Maximin in Trier vermacht (Regnum Francorum online Luxemburg 172). In diesem Testament erscheint auch zum ersten Mal der Gemeindeteil Aspelt, in dem um 1253 „Péiter von Uespelt“ geboren wurde, der sein Priestertum mit dem Amt des Mainzer Erzbischofs krönte und als solcher auch Erzkanzler des Römisch-deutschen Reiches war; er wurde 1953 auf einer Luxemburger Briefmarke abgebildet (Michel-Europa-Katalog Luxemburg Nr. 516). Der Gemeindeteil Hellingen erscheint gleich zwei Mal im Güterverzeichnis der Abtei Echternach, 771/2 erstmals mit Frisingen und dann noch einmal 775/6 (Regnum Francorum online Echternach  067 + 179).

## Politik
Die Gemeinde Frisingen wird von einer Koalition aus der Bürgerliste „Är Equipe“ und der liberalen DP regiert.
Zur Kommunalwahl im Juni 2023 kandidierten vier Listen, eine Bürgerliste und drei Parteilisten. Alle vier Listen schafften den Einzug in den Gemeinderat.
| Partei                                             | Sitze: 11 | Stimmenanteil | Stimmenanteil |
| -------------------------------------------------- | --------- | ------------- | --- |
| Är Equipe (ÄE)                                     | 5         | 43,07 %       | Gemeinderatswahl 2023 %50403020100 43,07 % (−2,10 %p)19,37 % (+3,30 %p)19,32 % (−7,18 %p)18,24 % (+5,99 %p) Är EquipeLSAPCSVDP20182023 |
| Lëtzebuerger Sozialistesch Aarbechterpartei (LSAP) | 2         | 19,37 %       | Gemeinderatswahl 2023 %50403020100 43,07 % (−2,10 %p)19,37 % (+3,30 %p)19,32 % (−7,18 %p)18,24 % (+5,99 %p) Är EquipeLSAPCSVDP20182023 |
| Chrëschtlech-Sozial Vollekspartei (CSV)            | 2         | 19,32 %       | Gemeinderatswahl 2023 %50403020100 43,07 % (−2,10 %p)19,37 % (+3,30 %p)19,32 % (−7,18 %p)18,24 % (+5,99 %p) Är EquipeLSAPCSVDP20182023 |
| Demokratesch Partei (DP)                           | 2         | 18,24 %       | Gemeinderatswahl 2023 %50403020100 43,07 % (−2,10 %p)19,37 % (+3,30 %p)19,32 % (−7,18 %p)18,24 % (+5,99 %p) Är EquipeLSAPCSVDP20182023 |

## Geographie
Frisingen liegt im Süden des Landes an der Grenze zu Frankreich. Neben dem namensgebenden, zentral gelegenen Hauptort umfasst die Gemeinde die Ortschaften Aspelt im Osten und Hellingen im Westen. Sie alle liegen am Aalbaach, einem der beiden Quellflüsse des Gander, der in Aspelt aus dem Zusammenfluss mit dem Briedemsbach entsteht. Angrenzende Gemeinden sind, beginnend im Westen und dann im Uhrzeigersinn, Roeser, Weiler zum Turm, Dalheim, alle in Luxemburg, sowie Mondorff, Basse-Rentgen, Évrange, Hagen und Zoufftgen in Frankreich.

## Verkehrsanbindung
Zentraler Ort des Dorfes Frisingen ist die große Kreuzung, an der sich die zwei Nationalstraßen N3 (Luxemburg–Thionville) und N13 (Garnich–Bous) kreuzen. Zudem ist Frisingen durch einen Verteilerkreis an die A13, oft auch Saarautobahn genannt, angebunden.
Alle drei Ortschaften besaßen Bahnhöfe an der Schmalspurbahn Aspelt–Bettemburg, die 1899 eröffnet und in zwei Schritten 1952 und 1954 eingestellt worden war.

## Gemeindepartnerschaft
Seit 2004 besteht eine Gemeindepartnerschaft mit Saint-Julien-de-Coppel in Frankreich.

## Verschiedenes
Unter den Kulturdenkmälern befinden sich das Schloss in Aspelt und die Pfarrkirche St. Martin in Frisingen. Bekannt ist Frisingen unter anderem durch das Restaurant von Léa Linster.
An der Grenze zu Frankreich liegen gleich sieben Tankstellen. Grund hierfür ist vor allem der Tanktourismus. Seit Eröffnung der Saarautobahn A13 stieg insbesondere die Zahl der tankenden LKW.

## Persönlichkeiten
- Émile Worms (1838–1918), Jurist und Nationalökonom
- Jang Linster (* 1952), Musiker, Komiker und Synchronsprecher